# Riksdagen 1936
Riksdagen 1936 ägde rum i Stockholm.
Riksdagens kamrar sammanträdde i riksdagshuset den 10 januari 1936. Riksdagsarbetet inleddes ceremoniellt genom riksdagens högtidliga öppnande i rikssalen på Stockholms slott den 11 januari. Första kammarens talman var Axel Vennersten (Nationella partiet), andra kammarens talman var August Sävström (S). Riksdagen avslutades den 27 juni 1936.